# Sankt Marein im Mürztal
Sankt Marein im Mürztal è un comune austriaco di 2 675 abitanti nel distretto di Bruck-Mürzzuschlag, in Stiria. Il 1º gennaio 2015 ha inglobato il precedente comune di Frauenberg; ha lo status di comune mercato (Marktgemeinde).